# Тертерян Авет Рубенович
Аве́т (Альфред) Тертеря́н (вірм. Ավետ Տերտերյան; *29 липня, 1929, Баку — †11 грудня, 1994, Єкатеринбург) — вірменський композитор,педагог, народний артист СРСР і Вірменії.

## Біографія
Народився в Баку в сім’ї, де високо цінували музичне мистецтво. Мати Авета мала прекрасний голос, а батько, будучи медиком за спеціальністю, вільно володів грою на фортепіано і також чудово співав. В домі Тертерянів часто проходили різноманітні культурно-освітні вечори. Один із таких вечорів відвідав С. Прокоф’єв, який ненадовго зупинився в Баку по дорозі з Тбілісі в Алма-Ату. Таким чином батьки з ранніх років прищеплювали Авету любов до музики, літератури, сценічних жанрів. Перші заняття музикою проходили вдома. В 1948 році Тертерян поступив в Бакинське музичне училище. Згодом, після зустрічі з відомим вірменським композитором Ашотом Сатяном, Тертерян вирішує переїхати в Вірменію, де в 1951 році поступає на четвертий курс Єреванського музичного училища імені Р. О. Мелікяна, а після закінчення - поступає в Єреванську державну консерваторію імені Комітаса, де навчався в класі композиції в Е. Мірзояна. За Сонату для віолончелі і фортепіано він отримав премію на республіканському конкурсі і на Всесоюзному огляді творчості молодих композиторі в Москві (1956). Дипломна робота – вокально-симфонічний цикл «Батьківщина», також була нагороджена премією на Всесоюзному конкурсі молодих композиторів в Москві (1962). В роки навчання у консерваторії Тертерян був керівником наукового студентського гуртка, головним редактором консерваторської стінгазети, а після закінчення навчання - обіймав посаду відповідального секретаря (1960-1963), а згодом замісника голови Союзу композиторів Вірменії (1963-1965). 1970-1974 - начальник відділу музичних установ Міністерства культури Вірменської РСР. 1979 - член правління Спілки композиторів Вірменської РСР. 1986 - секретар правління Спілки композиторів СРСР. 1970-1994 – викладач Єреванської консерваторії. У 1990-ті роки тісні творчі зв'язки пов'язували Тетреряна з німецькою музичною культурою.
В останній рік життя жив у Берліні (Німеччина).
Помер 11 грудня 1994 році в Єкатеринбу́рзі. Похований в Єревані на Тохмахському кладовищі.

## Творчість
Творчість Тетеряна, за своїми жанровими і стилістичними особливостями, ділиться на два періоди: до 1969 і після 1969 року.
До 1969 року композитор писав твори у різних жанрах, зокрема соната, квартет, вокальні цикли, опера. В творах цього періоду можна побачити яскраво виражений інструментальний тематизм (за виключенням декількох тем наспівного характеру у вокальних циклах і опері), тональність мислиться в традиційному прояві, ще відчуваються прямі зв’язки з традиційними формами. Кульмінацією творчості цього періоду стала опера «Вогняне кільце».
Після 1969 року з-під його пера виходили лише симфонії. В творах цього періоду Тертерян більш сміливо втілює свої творчі задуми: вільно трактує традиційні форми, схеми, засоби виразності; фольклорне і національне начало презентує в якісно іншому плані.
Широке визнання як композитор отримав у 1980-х роках, коли його симфонії виконували такі диригенти як Давид Ханджян, Геннадій Рождественський та Олександр Лазарєв.

### Основні твори
- 1948 - «Соловей і троянда». Для голосу в супроводі фортепіано. Вірші А. Лушкина. Присвячено Анжелі Арутюнян.
- 1950 - Прелюдія для фортепіано.
- 1951 - П'єса для скрипки і фортепіано. Присвячено Георгію Аджемяну.
- 1953 - «Дніпро». Для бас-баритона в супроводі фортепіано. Слова Т. Шевченка. Російський переклад М. Ісаковського, вірменський переклад А. Погосяна.
- 1953 - «Самотнє дерево». Для чотириголосного хору a cappella. Слова О. Шираза.
- 1954 - П'єса для віолончелі та фортепіано. Присвячено Медеї Абрамян.
- 1954 - «Щоночі в моєму саду». Для голосу в супроводі фортепіано. Слова А. Ісаакяна
- 1954 - «Івушка». Для сопрано у супроводі фортепіано. Слова А. Ісаакяна.
- 1955 - Соната для віолончелі та фортепіано. У трьох частинах.
- 1956 - «Як тут добре». Експромт для голосу в супроводі фортепіано. Слова О. Толстого.
- 1957 - «Перебираючи дати». Для сопрано у супроводі фортепіано. Слова С. Щипачева.
- 1957 - «Поклич, я прийду». Для тенора або сопрано у супроводі фортепіано. Слова О. Шираза.
- 1957 - «Батьківщина». Вокально-симфонічний цикл для сопрано, баритона і симфонічного оркестру.
- 1964 - «Іди, потанцюємо». Слова О. Шираза (частини 1, 2, 3, 5) і О. Туманяна (частина 4). У п'яти частинах. Присвячено Едварду Мірзояну.
- 1958 - «Пісні». Для хору в супроводі духового оркестру. Слова Е. Манучарян. Присвячено Вихованцям музичної школи-інтернату.
- 1959 - «Естрадна пісня». Для голосу в супроводі естрадного оркестру.
- 1960 - «Революція». Вокально-симфонічний цикл для сопрано, баритона і великого симфонічного оркестру. Слова Е.Чаренца. У п'яти частинах.
- 1962 - «Прийди». Для голосу в супроводі естрадного оркестру. Слова В. Арутюняна.
- 1962 - «Блакитні очі». Для голосу в супроводі естрадного оркестру. Слова О. Гукасяна.
- 1963 - Квартет. Для двох скрипок, альта і віолончелі (До мажор). У двох частинах. Присвячений «Ірині Тіграновой».
- 1963 - «Ти знаєш одна». Для голосу в супроводі естрадного оркестру. Слова О. Гукасяна.
- 1964 - «В полі золотому». Для баритона в супроводі фортепіано. Слова О. Шираза.
- 1964 - «Бути може, завтра». Для голосу в супроводі естрадного оркестру. Слова А. Вердян.
- 1964 - «Я чекаю знову тебе». Для голосу в супроводі естрадного оркестру. Слова А. Вердян.
- 1964 - «Осінній блюз». Для голосу в супроводі естрадного оркестру. Слова А. Вердян. Присвячено Яр-Кравченко Анатолію Никифоровичу.
- 1965 - «Колискова моєму місту». Для голосу в супроводі естрадного оркестру. Слова А. Вердян.
- 1965 - «Не вірю я!». Для голосу в супроводі естрадного оркестру. Слова А. Вердян.
- 1967 - «Вогняне кільце». Опера в двох діях, восьми картинах. Лібрето В. Шахназарян за мотивами повісті Б. Лавреньова «Сорок перший» і віршів Е. Чаренца.
- 1967 - «Шаракан». Для мішаного хору та симфонічного оркестру (фрагмент з опери «Вогняне кільце»).
- 1967 - «Звідки знати тобі». Для голосу в супроводі естрадного оркестру. Слова А. Вердян.
- 1968 - «Жінці з зеленими очима». Для меццо-сопрано у супроводі фортепіано. Слова Г. Еміна (переклад Є. Євтушенко).
- 1968 - «Естрадна пісня». Для голосу в супроводі естрадного оркестру.
- 1969 - Перша симфонія. Для мідних, ударних, фортепіано, органу та бас-гітари. У чотирьох частинах. Присвячена Тертеряну Рубену Борисовичу.
- 1972 - Друга симфонія. Для великого симфонічного оркестру, чоловічого голосу і змішаного хору. У трьох частинах. Присвячена Тертерян Кармен Йосипівні.
- 1972 - Симфонічна картина № 1. Для великого симфонічного оркестру.
- 1974 - «Фанфари». Для духових та ударних інструментів.
- 1974 - Музика для двох фортепіано, труби, ударних і скрипок. У чотирьох частинах.
- 1975 - Третя симфонія. Для великого симфонічного оркестру, дудуків і зурн. У трьох частинах. Присвячена Тертеряну Герману Рубеновичу.
- 1975 - Симфонічна картина № 2. Для великого симфонічного оркестру.
- 1975 - Музика для духових і ударних інструментів, органели і двох фортепіано.
- 1976 - Четверта симфонія. Для великого симфонічного оркестру. Присвячена Давиду Ханджяну.
- 1977 - «Гімн». Кантата для мішаного хору та симфонічного оркестру. Слова Г. Еміна.
- 1978 - П'ята симфонія. Для великого симфонічного оркестру, кеманча і великих дзвонів (дзвіниці). Присвячена Геннадію Рождественському.
- 1979 - «Монологи Річарда III». Балет у двох частинах. Лібрето Р. Капланяна і В. Галстян за трагедією В. Шекспіра «Річард III».
- 1981 - Шоста симфонія. Для камерного оркестру, камерного хору і дев'яти фонограм із записом груп великого симфонічного оркестру, хорів, клавесинів, церковного дзвону. Присвячена Тиграновій Ірині Георгіївні.
- 1984 - «Землетрус». Опера в двох частинах. Лібрето Герти Штехер і Авета Тертеряна за мотивами новели Генріха фон Клейста «Землетрус в Чилі» (німецькою мовою).
- 1984 - Четверта симфонія, нова редакція.
- 1985 - Хор a cappella. Для чотириголосного хору.
- 1987 - Сьома симфонія. Для великого симфонічного оркестру, дапа і магнітофонного запису. Присвячена Олександру Лазареву.
- 1989 - Восьма симфонія. Для великого симфонічного оркестру, двох голосів (сопрано) і фонограм. Присвячена Мураду Аннамамедову.
- 1991 - Квартет № 2. Для двох скрипок, альта і віолончелі.
- 1994 - Дев'ята симфонія (незакінчена). Для великого симфонічного оркестру, хору і магнітофонних записів.

### Музика до фільмів
- 1973 - «Хроніка єреванських днів». Художній фільм. Режисер Ф. Довлатян. Виробництво кіностудії «Арменфільм» ім. Амо Бекназаряна.
- 1985 - «Вершник, якого чекають» ( «Пан розбійник»). У співавторстві з В. Рубашевська. Художній телефільм в двох серіях. Режисер Д. Кесаянц.

Музика А. Тертерян використовується в багатьох фільмах:
- 1988 - «Наш бронепоїзд» (реж. М. Пташук, Мінськ, Білорусь); «Тлумачення снів» (реж. Л. Саакянц, Єреван, Вірменія);
- 1989 - «По творчій біографії Е. Невідомого і музиці А. Тертеряна» (реж. В. Бондарєв, Москва, СРСР);
- 1990 - «Ворог народу - Бухарін» (реж. Л. Марягін, Москва, СРСР);
- 1991 - «Шлях царів» (реж. Є. Шифферс, Ленінград, СРСР); «Повернення на обітовану землю» (реж. А. Хачатрян, Єреван, Вірменія);
- 1993 - «Старі боги» (реж. А. Каджворян, Єреван, Вірменія);
- 1993-1995 - фільми режисера і журналіста Ц. Паскалева про події в Нагірному Карабасі (НКР);
- 1994 - «Остання станція» (реж. А. Хачатрян, Єреван, Вірменія);
- Рік випуску 1996 - «Отче наш», (реж. А. Каджворян, Єреван, Вірменія);
- Рік випуску 1996 - «Хліб люті» (реж. А. Каджворян, Єреван, Вірменія);
- 2009 - «Становлення» (реж. Г. Арутюнян, Єреван, Вірменія); «На кордоні» (реж. А.Хачатрян, Єреван, Вірменія);
- 2010 - «Арарат» (реж. Т. Хзмалян, Єреван, Вірменія).

## Нагороди та звання
- Заслужений діяч мистецтв Вірменської РСР (1972)
- Народний артист Вірменської РСР (1984)
- Народний артист СРСР (1991)
- Державна премія Вірменської РСР (1977)
- Премія на Всесоюзному конкурсі молодих композиторів (1962)
- Премія К. Аденауера (Німеччина).